# Čedo Grbić
Čedo Grbić, hrvaški politik, rezervni general?, * 8. april 1921, † 4. december 1994.

## Življenjepis
Pred vojno je bil študent na zagrebški Gozdarski fakulteti. Leta 1941 je vstopil v NOVJ in KPJ. Med vojno je bil politični komisar več enot.
Po vojni je nadaljeval s politično kariero; bil je član CK SK Hrvaške, član Izvršnega sveta, podpredsednik Sabora, član predsedstva SRH in predsednik ustavnega sodišča SRH. 